# Dubrovycký rajón
Dubrovycký rajón (ukrajinsky Дубровицький район) byl rajón ve Rovenské oblasti na Ukrajině. Hlavním městem byla Dubrovycja a rajón měl přibližně 47 tisíc obyvatel. 

## Sídla v rajónu
- Dubrovycja